# Solniki Małe
Solniki Małe (deutsch Klein Zöllnig) ist ein Dorf in Niederschlesien. Der Ort liegt in der Gmina Bierutów im Powiat Oleśnicki in der polnischen Woiwodschaft Niederschlesien.

## Geographie

### Geographische Lage
Das Straßendorf Solniki Małe liegt zwei Kilometer nordwestlich des Gemeindesitzes Bierutów (Bernstadt an der Weide) sowie 14 Kilometer südöstlich der Kreisstadt Oleśnica (Oels) und 50 Kilometer östlich der Woiwodschaftshauptstadt Breslau. Der Ort liegt in der Nizina Śląska (Schlesische Tiefebene) innerhalb der Równina Oleśnicka (Oelser Ebene).
Südlich des Dorfes verläuft die Bahnstrecke Kalety–Wrocław.

### Nachbarorte
Nachbarorte von Solniki Małe sind im Südosten der Gemeindesitz Bierutów (Bernstadt an der Weide) und im Nordosten Gorzesław (Korschlitz).

## Geschichte

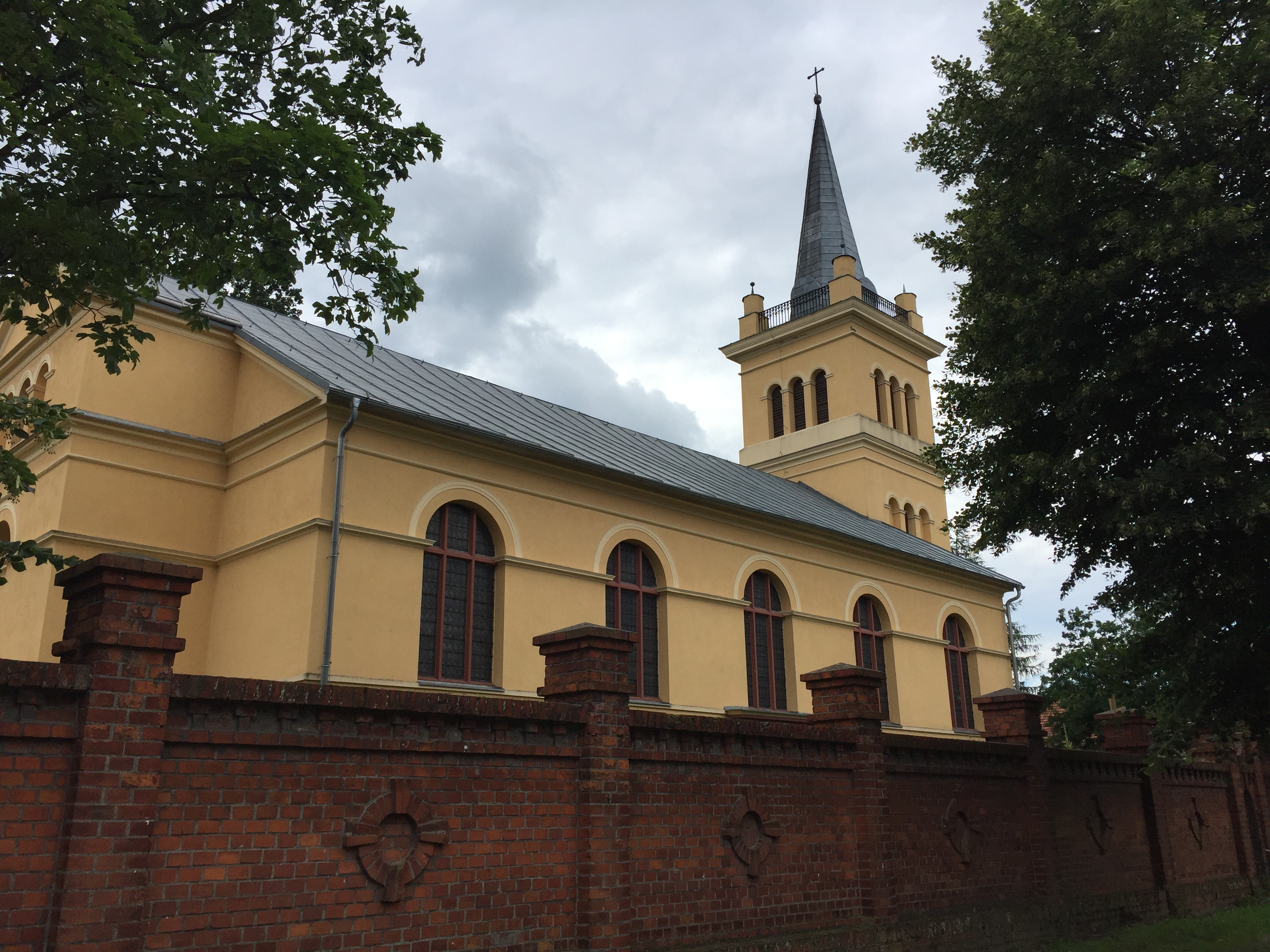
Mariä-Himmelfahrt-Kirche

Nach dem Ersten Schlesischen Krieg 1742 fiel Klein Zöllnig zusammen mit dem größten Teil Schlesiens an Preußen.
Nach der Neugliederung Preußens gehörte die Landgemeinde Klein Zöllnig ab 1815 zur Provinz Schlesien und war ab 1816 dem Landkreis Oels eingegliedert. 1874 wurde der Amtsbezirk Groß Zöllnig gegründet, welcher die Landgemeinden Groß Zöllnig, Klein Zöllnig und Sadewitz umfasste. Erster Amtsvorsteher war der Bauerngutsbesitzer Karl Aßmann I. in Klein Zöllnig. 1885 zählte der Ort 392 Einwohner.
1933 zählte der Ort 410, 1939 wiederum 382 Einwohner. Bis 1945 befand sich der Ort im Landkreis Oels.
Als Folge des Zweiten Weltkriegs fiel Klein Zöllnig wie fast ganz Schlesien 1945 an Polen, wurde in Solniki Małe umbenannt und der Woiwodschaft Breslau angegliedert. Die deutsche Bevölkerung wurde, soweit sie nicht vorher geflohen war, weitgehend vertrieben. Die neu angesiedelten Bewohner waren zum Teil Heimatvertriebene aus Ostpolen. 1999 kam der Ort zum Powiat Oleśnicki in der Woiwodschaft Niederschlesien.

## Sehenswürdigkeiten
- Die römisch-katholische Mariä-Himmelfahrt-Kirche (poln. Kościół Wniebowzięcia NMP) wurde zwischen 1826 und 1827 im Stil des Klassizismuses errichtet.[4]